# Horváth Attila (atléta)
Horváth Attila (Kőszeg, 1967. július 28. – Szombathely, 2020. november 13.) világbajnoki bronzérmes magyar diszkoszvető. Olimpiai, világ- és Európa-bajnoki helyezett. Ő nyerte a magyar atlétika első világbajnoki érmét (bronz). Junior Európa-bajnok, kilencszeres magyar bajnok. Az egyéni csúcsa: 68,58 méter. 

## Sportpályafutása
A  mozgásigénye nagy volt és sok energiával rendelkezett már 14 éves korában is és az előtt is, sokat sportolt, több sportágat űzött. Általános iskola mellett járt zeneiskolába is, klarinétozott, és játszott fúvószenekarban is. Amikor középiskolát elkezdte, szinte ugyanakkor, 1981. szeptemberének elején került a Haladás VSE-hez. Ekkor befejezte a zenélést, mivel már nem jutott rá ideje. A Haladás VSE-ben sportolt 1981. szeptemberének eleje és 2001. december vége közötti időszakban. Edzői voltak (természetesen nem együtt, hanem különböző időszakokban): Németh Pál, Szegletes Ferenc, Simon Gyula.  
1984-ben és 1985-ben is megnyerte az ifjúsági országos-bajnokságot. Megnyerte 55,26 méteres eredménnyel az 1984. évi plovdivi (Bulgária) IBV-t, 59,86 méteres új versenyrekorddal pedig az 1985. évi pitesti-i (Románia) IBV-t. A versenyek két kilós diszkosszal azaz felnőtt szerrel zajlottak. A szocialista országok, beleértve Kubát is, ifjúsági "világversenye" volt az IBV (Ifjúsági Barátság Verseny). Még szintén 1985-ben, Cottbusban (NDK) Junior Európa-bajnok lett 60,02 méteres új Junior Európa-bajnoki csúccsal (régi: 58,16 méter W. Schmidt). A verseny felnőtt szerrel azaz két kilós diszkosszal zajlott. Többször javított 1985-ben ifjúsági országos-csúcsot, a másfél kilós diszkosszal (ifjúsági szer) 71,36 méterig jutott, a két kilós diszkosszal (felnőtt szer) pedig 61,84 méterig jutott, amely eredmény 12 évig azaz 1997-ig volt ifjúsági országos-csúcs.     
1986-ban az athéni junior világbajnokságon a számára csalódást jelentő 58,08 méterrel az ötödik helyen végzett. Két kilós diszkosszal azaz felnőtt szerrel zajlott a verseny. Szintén 1986-ban, a junior országos-bajnokságon győzött.    
Több versenyen is megjavította 1988-ban az UP. országos-csúcsot, és 64,18 méterig jutott (felnőtt szerrel), amely eredményt Szombathelyen ért el. 1989-ben nem sikerült fejlődnie, de 1990-ben igen, amely évben több versenyen is 65 méter feletti eredményt ért el, és 65,46 méterig jutott, ezt az eredményt Nyitrán érte el. 1990-ben a spliti Európa-bajnokságon (felnőtt) 62,08 méteres eredménnyel a nyolcadik helyen zárt.   
1991-ben Brazíliában, Sao Pauloban Grand Prix versenyen 67,02 méteres teljesítménnyel győzött, szintén ebben az évben Frankfurtban Európa-kupán (legfelsőbb osztály) 65,24 méteres eredménnyel nyert. Szintén 1991-ben, a tokiói világbajnokságon 65,32 méteres eredménnyel bronzérmet szerzett, megszerezve ezzel a magyar atlétika első világbajnoki érmét. Még szintén 1991-ben, a Grand Prix versenysorozatban a harmadik helyen végzett.   
1992-ben a barcelonai Olimpián az ötödik helyezést szerezte meg 62,82 méteres eredménnyel.  
1994-ben Szentpéterváron Jóakarat Játékokon bronzérmet nyert. Szintén 1994-ben, Helsinkiben Európa-bajnokságon ötödik helyezést szerzett 63,60 méteres teljesítménnyel. 
A felnőtt országos-csúcsot 1994-ben javította meg, amikor 68,58 méteres eredményt ért el Budapesten, amely eredmény felnőtt országos-csúcsként 8 évig azaz 2002-ig volt érvényben. 1994-ben vezette a diszkoszvetés világranglistáját a 68,58 méteres eredménnyel. 
1995-ben a göteborgi világbajnokságon a negyedik helyezést szerezte meg 65,72 méteres teljesítménnyel. Szintén 1995-ben, a Grand Prix versenysorozatban a hatodik helyen végzett. 
1996-ban az atlantai Olimpián a 10. helyen zárt 62,28 méteres eredménnyel.
Felnőtt egyéni országos bajnokságot (nyári) kilenc alkalommal nyert, ezek 1987 és 1997 között történtek. Felnőtt Téli Dobó országos bajnokságot tízszer nyert, ezek 1987 és 1999 között történtek. 
Súlylökésben az egyéni csúcsa: 17,55 méter, kalapácsvetésben az egyéni csúcsa: 65,60 méter. 
1990. januárja és 1998. június vége közötti időszakban magyar diszkoszvető nem győzte le.

## Eredményei
|      | Verseny                 | Helyszín                 | Helyezés | Eredmény |
| ---- | ----------------------- | ------------------------ | -------- | -------- |
| 1985 | junior Európa-bajnokság | Cottbus, NDK             | 1.       | 60,02 m  |
| 1986 | junior világbajnokság   | Athén, Görögország       | 5.       | 58,08 m  |
| 1990 | Európa-bajnokság        | Split, Jugoszlávia       | 8.       | 62,08 m  |
| 1991 | világbajnokság          | Tokió, Japán             | 3.       | 65,32 m  |
| 1992 | olimpiai játékok        | Barcelona, Spanyolország | 5.       | 62,82 m  |
| 1994 | Európa-bajnokság        | Helsinki, Finnország     | 5.       | 63,60 m  |
| 1995 | világbajnokság          | Göteborg, Svédország     | 4.       | 65,72 m  |
| 1996 | olimpiai játékok        | Atlanta, USA             | 10.      | 62,28 m  |

## Díjai, elismerései
- Az év magyar atlétája (1994)
- 1985. év Legeredményesebb Magyar Utánpótlás Férfi Atlétája
- Az Év Ifjúsági Magyar Sportolója díj 3. helyezettje (1985)
- A Haladásért aranyérdemérem (1994)
- Lóránt Gyula-díj (2021)[5]